# Tyne Wear-derbyt

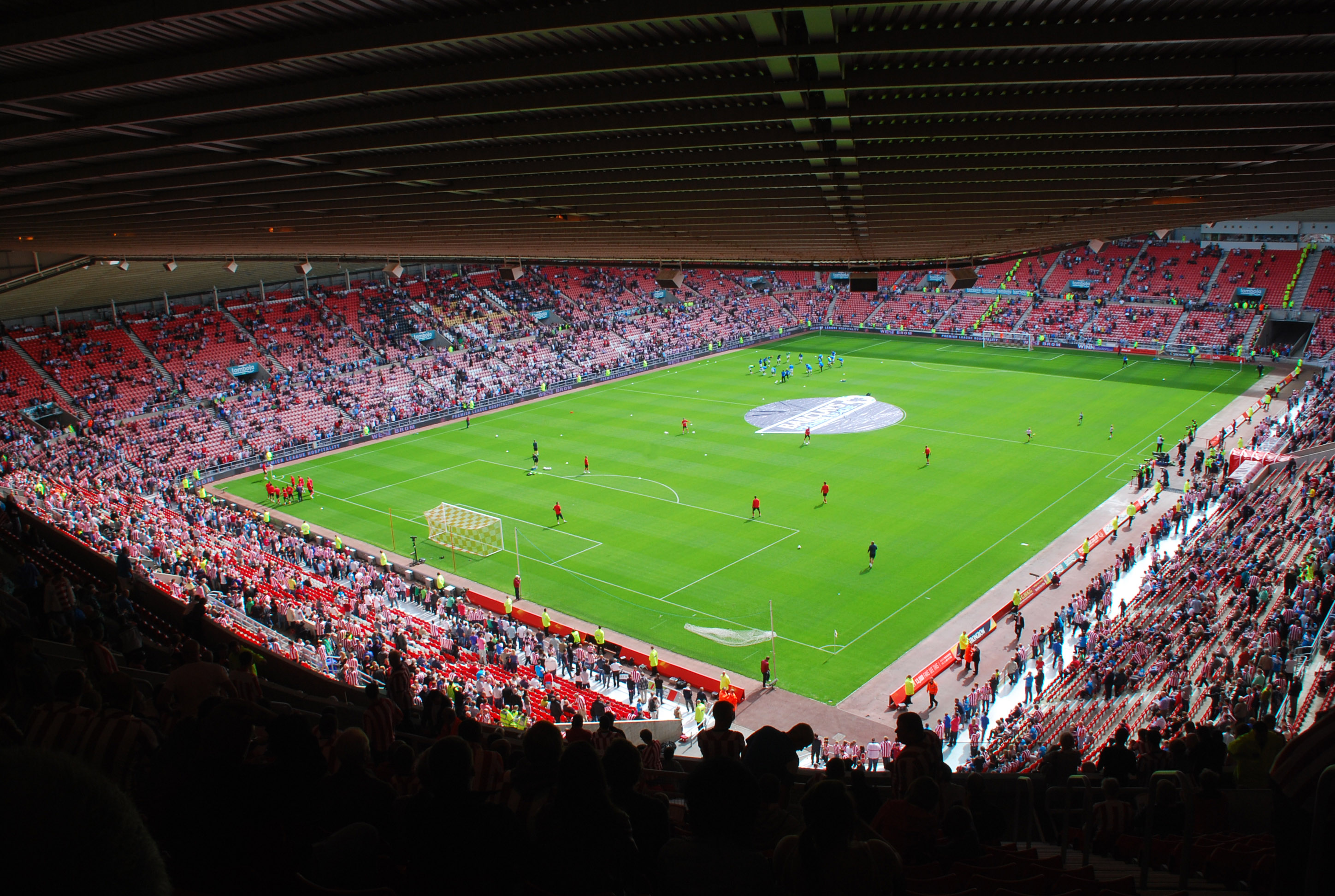
Spelarna värmer upp inför derbyt 2011 på Stadium of Light.

Tyne Wear-derbyt är ett derby mellan de engelska lagen Newcastle United och Sunderland i nordöstra England. Det första mötet ägde rum 1883. På senare år har Sunderland dominerat derbyt. Det senaste mötet mellan lagen var den 20 mars 2016 på St James' Park i Premier League. Matchen slutade oavgjort.